# 白绵毛兰
白绵毛兰（学名：Eria lasiopetala）为兰科毛兰属下的一个种。

## 扩展阅读
- 維基物種上的相關：白绵毛兰